# Rudolf Müller-Gerhardt
Johann Rudolf Müller-Gerhardt (* 28. April 1873 in Chemnitz; † 8. Januar 1962 in Leipzig) war ein deutscher Tier- und Landschaftsmaler.

## Leben
Rudolf Müller-Gerhardt machte zunächst eine Lehre zum Lithographen. Es folgte eine akademische Ausbildung als Schüler von Eugen Bracht an der Königlichen Akademie der Künste in Berlin und anschließend bei Emanuel Hegenbarth an der Dresdener Kunstakademie. Nach Studienreisen, die ihn in die Niederlande, nach Belgien, Italien und Paris führten, war er in Leipzig ansässig. Müller-Gerhardt war Mitglied der Berliner Akademie der Künste. Die Motive seiner Bilder waren mehrheitlich Tier- und Landschaftsdarstellungen. 
In der Zeit des Nationalsozialismus war Müller-Gerhardt Mitglied der Reichskammer der bildenden Künste. Für diese Zeit ist seine Teilnahme an 11 großen Ausstellungen sicher belegt.
Seine Bilder wurden von zahlreichen Museen erworben, etwa in Zwickau, Dresden, Leipzig und Düsseldorf.